# Samojedhund
Samojedhund är en hundras som har fått sitt namn efter de samojediska folkgrupperna i norra Ryssland och Sibirien. Samojedhund, även Samoiedskaïa Sabaka, kallas ibland den leende hunden, på grund av sitt karakteristiska ansiktsuttryck. Den är en nordlig slädhundsspets och polarhund.

## Historia
Samojedhunden, som man känner den idag, har en något vindlande historia. Som specifik ras med organiserad och målinriktad avel är den skapad i Storbritannien med hundar av ryskt ursprung, men sedan 1969 är det Nordisk Kennel Union (NKU) som har avelsansvaret. Det är alltså de nordiska kennelklubbarna som har gemensamt ansvar för den rasstandard som gäller för alla nationella kennelklubbar som är anslutna till Fédération Cynologique Internationale (FCI).

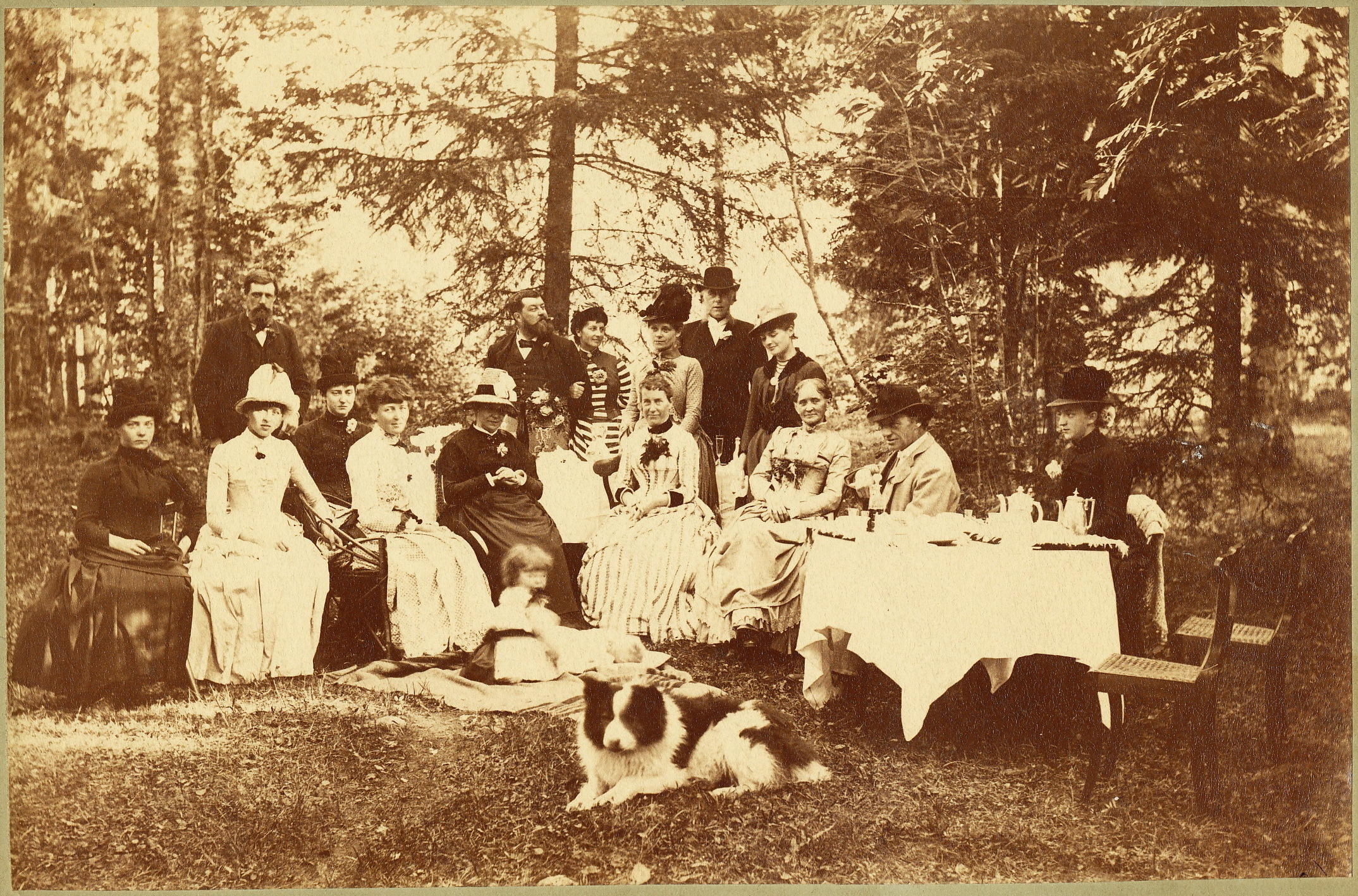
Familjen Wærn med samojedhunden Blixt på Billingsholms gräsmatta sommaren 1885.

Samojedernas hundar beskrevs första gången 1698 av den brittiske reseskildraren Adam Brand. De samojediska hundarna började få spridning då ryska skatteindrivare började använda dem för sin färder. Till Västeuropa kom de första hundarna på 1870-talet med pälshandlare och timmeruppköpare. Alexander Trontheim var en man i Tobolsk i västra Sibirien som födde upp samojediska slädhundar för den ryska marknaden. Hos honom införskaffade Fridtjof Nansen (1861-1930) slädhundar för sin expedition mot Arktis med skeppet Fram 1893-1896. Senare skulle även Roald Amundsen (1872-1928) använda sig av samojedhundar under expeditionen genom Nordostpassagen  1918-1922. Genom släktskapet med tsarfamiljen hade kronprins Edward av Storbritannien (1841-1910) och prinsessan Alexandra (1844-1925) redan på 1880-talet fått en samojedhund i gåva. Adolf Erik Nordenskiöld hämtade en samojedhund på Kap Tscheljuskin under Vegaexpeditionen 1878-1880 vilken gavs till en av expeditionens finansiärer, Carl Fredrik Wærn som bodde på Baldersnäs i Dalsland. Det är inte känt om denna fick några avkommor.  
1889 tillbringade Ernest Killburn Scott (1868-1939) från the Royal Geographical Society tre månader bland samojeder och tog med sig en hund som gåva till sin fru. Denna den första av hans samojedhundar var brun. Från 1893 började han systematiskt köpa samojedhundar, främst från olika polarexpeditioner, bl.a. en från Roald Amundsens Antarktis-expedition köpt på Taronga Zoo i Sydney i Australien. Det är Killburn Scotts uppfödning med start 1896 som är ursprunget till dagens samojedras. Sammanlagt sägs inte fler än tolv individer ligga till grund för alla samojedhundar som existerar idag, varför den genetiska variationen är mycket liten.

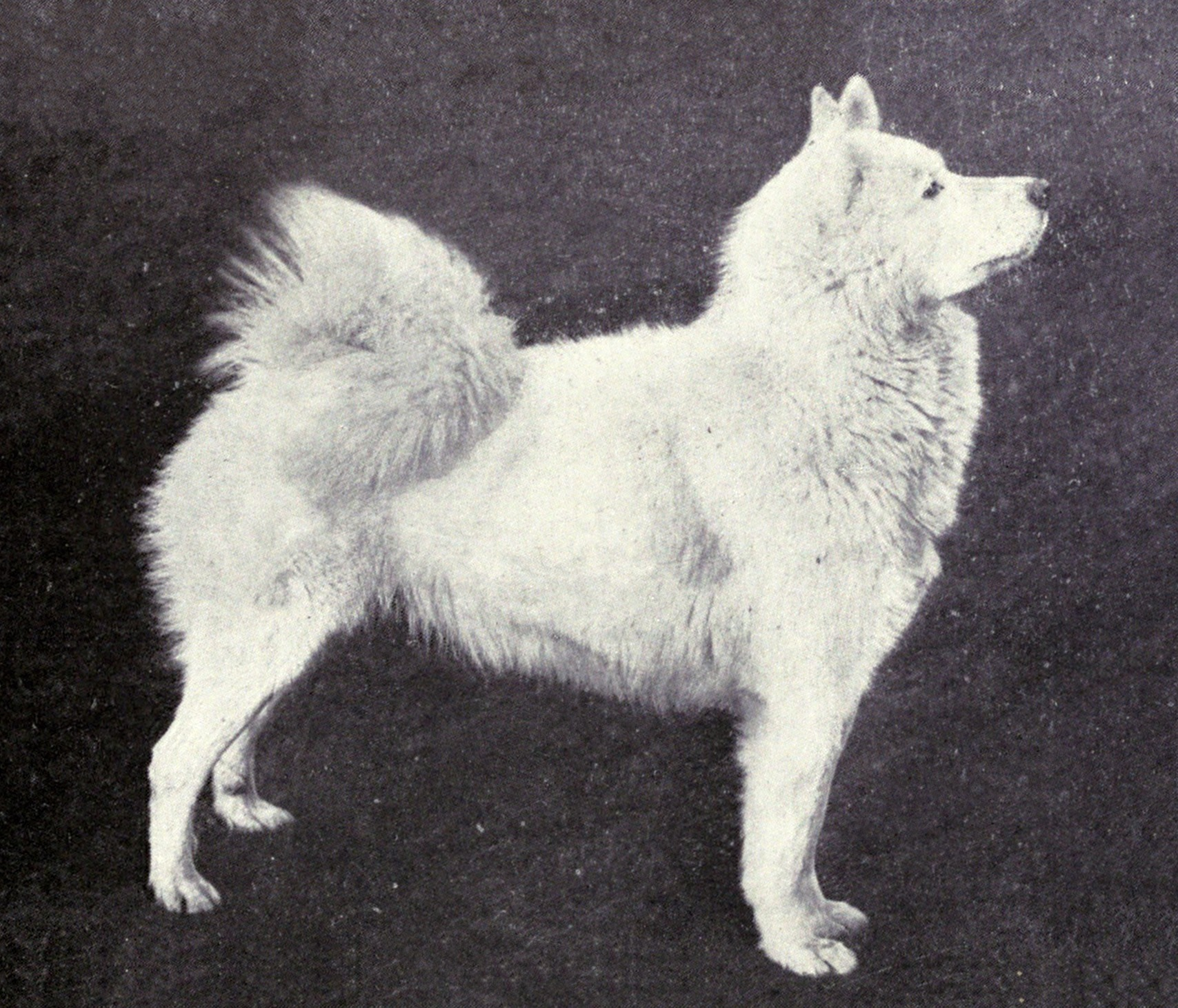
En samojedhund från W.E. Masons "Dogs of all Nations" 1915.

Polarforskarna hämtade sina hundar från de mer östligt levande samojedgrupperna: selkuperna och chanterna kring floderna Ob och Jenisej. Majoriteten av ursprungshundarna kommer från dessa grupper som mer höll sig med jakt- och draghundar än renvallare. Det lilla inslaget av den renvallande varianten som förekom bland ursprungshundarna var få, kanske en eller ett par stycken, så som Killburn Scotts Sabarka från 1893. De ursprungliga hundarna var av olika färg. Den vita färgvarianten kallades av samojederna för bjelkier, vilket står för "vita hundar som ger vit avkomma".
1909 grundades the British Samoyed Club, då även rasstandarden antogs. Tre år senare, 1912, erkändes rasen av the Kennel Club. Enligt den första brittiska standarden var flera färger tillåtna, men det betonades att vit föredrogs. Rasens kännemärke, den vita pälsen, är alltså resultatet av modern utställningsavel.
Till Finland kom de första samojedhundarna under början av 1890-talet och därifrån till Sverige. Den första registrerades 1893. Den första rasstandarden för samojedhunden publicerades 1908 av Svenska Kennelklubben (SKK), då som en storleksvariant av nordisk spets eller lapsk spets. Från dessa hundar återstår idag inga blodslinjer. Vita lapphundar (som inte längre förekommer) av alla storlekar kunde kallas samojedhundar, även den lilla vita danska spetsen har gått under samma namn. I Norden kunde hundarna även kallas ostjakhund, liksom de som ingår i hälleforshundens härstamning.
Idag har samojeden kommit att spridas till de flesta länder världen runt, även om den i många länder fortfarande är en ganska ny hundras. Fortfarande står engelsmännen för en stor del av spridningen av rasen till resten av världen, men även USA och Kanada är stora exportörer världen runt, liksom i någon mån också Sverige.
Den ursprungliga mångsidiga och flerfärgade lantrasen som ligger till grund för samojedhunden, representeras idag av den ryska rasen olenegonnyj sjpits.
Med hjälp av moderna DNA-test 2004 bekräftades det att samojedhunden är en av de fjorton raser som ansågs uppvisa den minsta genetiska skillnaden från vargen.[källa behövs]
Den svenska rasklubben strävar efter att bevara rasen så nära sitt ursprung som möjligt, de skall fungera som arbetande polarhundar. Idag är det funktionen som drag-/slädhundar som i första hand skall bevaras. Hundarna skall fungera som drag-/slädhundar. Utseendemässigt strävar rasklubben efter att bevara ett anatomiskt utseende som håller sig inom ramen för den variation som hundarna uppvisade när de kom från Sibirien och rasen etablerades i västvärlden, det vill säga det utseende som stod som modell för upprättandet av rasstandarden.

## Egenskaper
Som hos andra subarktiska renskötande folkgrupper användes nentsernas, entsernas, nganasanernas, chanternas (ostjakerna) och selkupernas hundar till allt som behövdes. Samojedhundarna drog slädar över den vidsträckta tundran och även båtar vid floderna. Som klövjehundar bar de packning vid jakt och fiske. Dessutom var de renvallare och ställande jakthundar för jakt på björn, isbjörn och älg samt trädskällare för bl.a. ekorre. Jakt- och dragfunktionen hör ihop och kombinerades ofta vid jaktturer; samma hund användes som färdmedel ut till jaktmarkerna och sedan även som jakthund och slutligen som dragare hem från jaktturen. Renvallarna hölls ofta för sig. Hundarna var även sällskapshundar som barnen lekte med och som hjälpte till att hålla värmen under kalla nätter. Pälsen kunde användas till att spinna garn av.
Brittisk samojedavel har till övervägande del varit utställningsavel. Framförallt är det den flygande pälsen som inte längre lämpar sig för arktiskt klimat och arbete i snö. I och med att de nordiska kennelklubbarna tagit över det internationella avelsansvaret har man mer närmat sig ursprunget och betonar brukskvaliteterna. För detta ändamål kan rasen erhålla polarhundschampionat där meriter från draghundsprov är ett kriterium. I USA hör samojedhunden till de raser som kan avlägga vallhundsprov, vilket Svenska Polarhundklubben har nekats införa även i Sverige.
Samojeden uppskattas idag för sin skönhet, kamratskap, intelligens och stora arbetsvilja.
Samojeden täcker hela spektrumet från hund för draghundssport till familjehund. Men enbart som sällskapshund eller utställningshund torde den inte trivas om den inte får utlopp för sin energi i form av gott om motion och att den tillförs någon form av stimulans.

## Utseende
Samojehunden är känd för sin vita päls, men kan även ha färgerna gräddvit eller bisquit. För att passa in i rasstandarden behöver den undre pälsen vara vit, men undantag för några få områden som får vara bisquit. Samojeden är en medelstor, lätt rektangulär och elegant hund. Den skall ha kraftig benstomme och stark muskulatur. Halsen skall ha en stolt resning. Svansen bärs böjd över ryggen när hunden är i rörelse. Pälsen skall vara en riklig och mycket tät dubbelpäls. Runt halsen bildar den en krage.